# Turkovići
Turkovići es un pueblo de la municipalidad de Pale-Prača, en el cantón de Podrinje Bosnio, Bosnia y Herzegovina.

## Superficie
Posee una superficie de 2,05 kilómetros cuadrados.

## Demografía
Hasta 2013 la población era de 169 habitantes, con una densidad de población de 82,3 habitantes por kilómetro cuadrado.